# Kali (périodique)
Pour les articles homonymes, voir Kali.
Kali est une revue de petit format éditée par Jeunesse et Vacances.
133 numéros sont parus de juillet 1966 à juillet 1981.
Les aventures de Kali (un Tarzanide), se déroulent en Inde et sont réalisées par les frères Ennio et Vladimiro Missaglia.

## Les Séries
- Billy Bis (Antonio Mancuso & Loredano Ugolini)
- Buffalo Bill (Luigi Grecchi & Rafaël Mendez, Carlo Cossio)
- Cosmos An 2200 (Claude Vaincourt & Ferdinando Fusco)
- En Avant John (Luigi Grecchi & Erio Nicolo, Lina Buffolente, Lino Jeva)
- Enquêtes et Contre enquêtes
- Kali (Ennio & Vladimiro Missaglia)
- Le joyeux corsaire
- Le Prince Vagabond
- Rosée d'Étoiles
- Winetou (Juan Arranz)